# Arthur Kobus
Arthur Kobus (ur. 9 lutego 1879 w Metzu, zm. kwiecień 1945 w Berlinie) – generał porucznik Wehrmachtu.
Kobus jako oficer walczył podczas I wojny światowej. Karierę wojskową kontynuował w Reichswehrze. Podczas II wojny światowej 1 lipca 1942 Kobus został awansowany do stopnia Generalleutnant.
W kwietniu 1945 z lęku przed nadciągającymi czerwonoarmistami Kobus popełnia samobójstwo.